# Liste der Kulturdenkmale in Geisleden
Die Liste der Kulturdenkmale in Geisleden umfasst die als Ensembles, Einzeldenkmale und Bodendenkmale erfassten Kulturdenkmale in der thüringischen Gemeinde Geisleden und ihrer Ortsteile (Stand: 11. Februar 2025).
Die Angaben in der Liste ersetzen nicht die rechtsverbindliche Auskunft der zuständigen Denkmalschutzbehörde.

## Legende
- Bild: zeigt ein Bild des Kulturdenkmals und gegebenenfalls einen Link zu weiteren Fotos des Kulturdenkmals im Medienarchiv Wikimedia Commons
- Bezeichnung: Name, Bezeichnung oder die Art des Kulturdenkmals
- Lage: Wenn vorhanden Straßenname und Hausnummer des Kulturdenkmals; Grundsortierung der Liste erfolgt nach dieser Adresse. Der Link Karte führt zu verschiedenen Kartendarstellungen und nennt die Koordinaten des Kulturdenkmals.
 Kartenansicht, um Koordinaten zu setzen – in dieser Kartenansicht sind Kulturdenkmale ohne Koordinaten mit einem roten bzw. orangen Marker dargestellt und können in der Karte gesetzt werden. Kulturdenkmale ohne Bild sind mit einem blauen bzw. roten Marker gekennzeichnet, Kulturdenkmale mit Bild mit einem grünen bzw. orangen Marker.
- Datierung: gibt das Jahr der Fertigstellung beziehungsweise das Datum der Erstnennung oder den Zeitraum der Errichtung an
- Beschreibung: bauliche und geschichtliche Einzelheiten des Kulturdenkmals, vorzugsweise die Denkmaleigenschaften
- ID: Die ID identifiziert das Kulturdenkmal eindeutig. In Thüringen sind aktuell keine IDs veröffentlicht. In der ID-Spalte kann sich auch folgendes Icon  befinden, dies führt zu Angaben zu diesem Kulturdenkmal bei Wikidata.

## Einzeldenkmale
| Bild                                    | Bezeichnung                                                                                 | Lage | Datierung | Beschreibung | ID |
| --------------------------------------- | ------------------------------------------------------------------------------------------- | --- | --------- | ------------ | -- |
| Direkt Bild zu diesem Denkmal hochladen | Wohnhaus                                                                                    | Hauptstraße 19 Flur 19 / Flurstück(e) 65 |           |              |    |
| Direkt Bild zu diesem Denkmal hochladen | Mariengrotte / Mariengrotte                                                                 | Hauptstraße o. Nr. Ortsausgang Richtung Heiligenstadt Flur 22 / Flurstück(e) 7/1                                                                   |           |              |    |
| Direkt Bild zu diesem Denkmal hochladen | Kruzifix                                                                                    | Hauptstraße o. Nr.; Bodenröder Straße o. Nr. Ortsausgang Richtung Heiligenstadt Gabelung Hauptstraße/Bodenröder Straße Flur 15 / Flurstück(e) 29/4 |           |              |    |
| weitere Bilder Fotos hochladen          | Kirche mit Ausstattung, Kirchhof und Einfriedung / Kath. Filialkirche St. Cosmos und Damian | Hinter der Kirche 1 Flur 19 / Flurstück(e) 49 (Karte)                                                                                              |           |              |    |
| Direkt Bild zu diesem Denkmal hochladen | Wohnhaus                                                                                    | Klingelstraße 39 Flur 20 / Flurstück(e) 155/113, 154/113                                                                                           |           |              |    |
| Direkt Bild zu diesem Denkmal hochladen | Wohnhaus / Alte Schule                                                                      | Klingelstraße 73 Flur 19 / Flurstück(e) 138/1, 138/2                                                                                               |           |              |    |
| Direkt Bild zu diesem Denkmal hochladen | Reliefstein mit Kreuz                                                                       | Langer Grund o. Nr. Im Heibischtale Flur 3 / Flurstück(e) 5                                                                                        |           |              |    |
| Direkt Bild zu diesem Denkmal hochladen | Hagelkreuz                                                                                  | Langer Grund o. Nr. Im Heibischtale Flur 3 / Flurstück(e) 5                                                                                        |           |              |    |
| Direkt Bild zu diesem Denkmal hochladen | Hagelkreuz                                                                                  | Weißer Weg o. Nr. Lutterstieg, Am Hagelkreuz Flur 11 / Flurstück(e) 12                                                                             |           |              |    |
| Direkt Bild zu diesem Denkmal hochladen | Stationsweg mit Kapelle und Baumallee                                                       | Am Lubenstocke Flur 11 / Flurstück(e) 53, 54, 82, 83, 197, 199                                                                                     |           |              |    |
| Direkt Bild zu diesem Denkmal hochladen | Distanzsäule                                                                                | in Richtung Mühlhausen Flur 22 / Flurstück(e) 96                                                                                                   |           |              |    |